# طيران آسيا (إكس)
طيران أسيا أكس هو فرع من شركة طيران أسيا الدولية المحدودة وهو فرع لشركة طيران أسيا المختص بالمسافات الطويلة ويعتبر مطار كوالالمبور الدولي مقر الشركة التشغيلي وتربط الشركة كوالالمبور بوجهات الي أوروبا وأمريكا الشمالية وأسيا وأوقيانوسيا تأسست الشركة في 2 نوفمبر 2007 وتشغل حاليا 11 طائرة.

## التوسع المستقبلي
تستعد طيران أسيا أكس لاستلام 12 طائرة أيرباص أيه 330 بحلول عام 2011م وحصلت الشركة في يونيو 2011 علي موافقات تشغيل خطوط الي بكين وشنغهاي وأوساكا وجدة وإسطنبول ونيويورك , وتخطط للتوسع في قارة أفريقيا.

## الأسطول
اعتبار من 27 نوفمبر 2010 يتكون أسطول طيران آسيا أكس من الطائرات التالية بمتوسط اعمار 4.4 سنة:

## وصلات خارجية
- الموقع الرسمي للشركة (بالإنجليزية)
- تفاصيل أسطول طيران اسيا (بالإنجليزية)